# جمعية الطوارئ للعلوم الألمانية
تأسست Notgemeinschaft der Deutschen Wissenschaft (جمعية الطوارئ للعلوم الألمانية) أو NG في 30 أكتوبر 1920 بمبادرة من الأعضاء القياديين فيالأكاديمية البروسية للعلوم – فريتز هابر وماكس بلانك ووإرنست فون هارناك – ووزير الثقافة البروسي السابق فريدريش شميدت أوت. أصبح الفيزيائي هاينريش كونين، الذي شارك في تأسيس وبناء المنظمة بسبب علاقته بشميدت أوت، عضوًا في لجنتها التنفيذية. شملت المؤسسات الأعضاء في NG جميع الجامعات الألمانية، وجميع الفنون التطبيقية ( Technische Hochschulen ‏ )، وأكاديميات العلوم الألمانية الخمسة، وجمعية القيصر فيلهلم. في عام 1929، تم تغيير اسم NG إلى Deutsche Gemeinschaft zur Erhaltung und Förderung der Forschung (الجمعية الألمانية لدعم البحث العلمي وتطويره )؛ المعروف أيضًا باختصار باسم Deutsche Forschungsgemeinschaft (DFG).  حتى عام 1934، كان NG يعمل تحت إشراف Reichsinnenministerium (وزارة داخلية الرايخ)، وبعد ذلك تحت Reichserziehungsministerium (وزارة التعليم الرايخ).  في عام 1945 ، بحلول نهاية الحرب العالمية الثانية في ألمانيا، لم تعد NG نشطة. في عام 1949، أعيد تأسيسها في جمهورية ألمانيا الاتحادية التي تأسست حديثًا باسم NG ومن عام 1951 باسم مؤسسة البحوث الألمانية.   
كان هدف المؤوسسة هو تزويد الفصائل الإقليمية والتأديبية والسياسية للمجتمع الأكاديمي بمؤسسة مركزية لتيسير جمع الأموال وتوزيعها لمجمل العلوم الإنسانية والإنسانية. في الأصل، كان من الضروري تخفيف الاحتياجات المالية المتزايدة بعد الحرب العالمية الأولى بسبب التضخم النقدي والتكاليف المرتفعة بشكل عام في مجال البحوث. كرئيس لسكرتيرة PAW، ترأسها بلانك لفترة وجيزة حتى تم تنصيب Schmidt-Ott كرئيس. نجحت في جمع الأموال والدعم من الحكومة الألمانية المركزية وكذلك المساهمات المالية من مصادر الشركات في ألمانيا والخارج. 
رؤساء NG / DFG: 
- 1920 – 1934: فريدريش شميدت أوت
- 1934 – 1936: يوهانس ستارك
- 1936 – 1945: رودولف منتزل

## قائمة المراجع
- Flachowsky، Sören Von der Notgemeinschaft zum Reichsforschungsrat. Wissenschaftspolitik im Kontext von Autarkie، Aufrüstung und Krieg (Steiner، 2008)
- هايلبرون، ج. ل . معضلات الرجل المستقيم: ماكس بلانك وثروات العلوم الألمانية (هارفارد، 2000) (ردمك 0-674-00439-6)
- Hentschel ، كلاوس، المحرر و Ann M. Hentschel ، مساعد التحرير و فيزياء المترجم و الاشتراكية القومية: مختارات من المصادر الأولية (Birkhäuser ، 1996)
- Zierold ، Kurt Forschungsförderung in drei Epochen. Deutsche Forschungsgemeinschaft: Geschichte، Arbeitsweise، Kommentar (Steiner، 1968)